# 豊岡市立八条小学校
豊岡市立八条小学校（とよおかしりつ はちじょうしょうがっこう）は兵庫県豊岡市九日市下町にある公立小学校。略称は八条（はちじょう）

## 沿革
- 1873年(明治 6年) 7月　　上町勝妙寺に旭小学校開設
- 1874年(明治 7年) 9月　　上町女代神社に校舎移転
- 1882年(明治15年) 6月　　上町72番地に校舎新設
- 1887年(明治20年) 4月　　旭簡易小学校と改称
- 1900年(明治33年) 6月　　八条尋常小学校と改称
- 1903年(明治36年) 7月　　下町328番地に校舎移転、新校舎完成
- 1933年(昭和 8年) 4月　　豊岡町に合併
- 1941年(昭和16年) 4月　　豊岡第二国民学校と改称
- 1947年(昭和22年) 4月　　豊岡町立八条小学校と改称
- 1950年(昭和25年) 4月　　市制実施により、豊岡市立八条小学校と改称
- 1960年(昭和35年) 7月　　下町402番地に、新校舎運動場完成
- 1962年(昭和37年) 3月　　体育館竣工
- 1965年(昭和40年) 7月　　プール新設
- 1971年(昭和46年)11月　　地域と結ぶ学校経営、第16回学研賞受賞
- 1972年(昭和47年) 4月　　鉄筋3階建て、新校舎増築竣工、校区変更（塩津、弥栄町編入）
- 1972年(昭和47年)12月　　創立100周年記念式典
- 1973年(昭和48年) 2月　　市指定国語教育研究発表大会
- 1975年(昭和50年)11月　　全但算教教育研究発表大会
- 1976年(昭和51年) 2月　　市同和教育研究発表大会
- 1981年(昭和56年) 2月　　理科・研究発表大会
- 1981年(昭和56年) 5月　　交流教育柿妹校指定発表大会
- 1983年(昭和58年) 9月　　運動場拡張工事完了
- 1984年(昭和59年)11月　　市同教指定地域改善対策としての教育研究発表大会
- 1988年(昭和63年)10月　　体育館建設、地鎮祭
- 1988年(昭和63年)11月　　市幼稚園、小学校共同研究会（生活科）
- 1989年(平成元年)10月　　新体育館完成
- 1989年(平成元年)11月　　幼稚園・小学校交流教育研究発表会
- 1990年(平成 2年)11月　　幼稚園・小学校交流教育研究発表会
- 1991年(平成 3年) 4月　　新校舎設計始まる
- 1992年(平成 4年) 5月　　校舎改築
- 1993年(平成 5年) 7月　　仮校舎建設
- 1993年(平成 5年) 9月　　旧校舎取り壊し、仮校舎に移転、新校舎地鎮祭
- 1993年(平成 5年)11月　　新校舎コンクリート打ちはじめ
- 1995年(平成 7年) 1月　　新校舎（普通教室棟・管理棟）入校式、校舎竣工式典
- 1995年(平成 7年) 2月　　市同教委託地改対教育研究発表会
- 1996年(平成 8年) 1月　　新校舎（特別教室棟）入校式
- 1997年(平成 9年)11月　　但馬小学校教育研究会（生活科・理科環境教育）研究会発表大会
- 1999年(平成11年) 4月　　日課表の見直し、指導法・指導体制の改善等、教育システムの改善に取り組む
- 2001年(平成13年) 3月　　遊具スペース完成
- 2004年(平成16年) 2月　　コンピュータ室整備（ノートパソコン３５台）
- 2004年(平成16年) 4月　　日課表・週時程の見直し、指導体制・教育システムの改善に取り組む

## 校区
- 上佐野、佐野、九日市上町、九日市中町、九日市下町、妙楽寺、塩津町、弥栄町、昭和町及び今森

## 校訓
- 仲良く　正しく　力いっぱい

## 教育目標
- ふるさとを愛し、夢や希望の実現に向かって力強く歩む子の育成

## 卒業後の進路
- 豊岡市立豊岡南中学校
- 近畿大学附属豊岡高等学校・中学校
- 豊岡市立豊岡北中学校（稀）

## 学校行事
- 自然学校（5年生）
- 修学旅行（6年生）

## 校区が隣接している学校
- 豊岡市立中筋小学校
- 豊岡市立新田小学校
- 豊岡市立豊岡小学校
- 豊岡市立五荘小学校
- 豊岡市立八代小学校
- 豊岡市立府中小学校